# Hazel O'Connor
Hazel O'Connor (Coventry, 16 mei 1955) is een Brits-Ierse zangeres en actrice. Ze is voornamelijk bekend geworden door haar rol van Kate in de film 'Breaking Glass'.
Deze film heeft ook een soundtrack, waarop alle nummers zijn geschreven en gezongen door O'Connor.

## Biografie

### Jeugd
O'Connor groeide op in een arm gezin als dochter van een Ierse schipper die naar Engeland was gekomen om in een autofabriek te werken. Op haar zestiende hield ze het thuis niet meer uit en liep ze weg van huis. Ze reisde de wereld rond met geld dat ze verdiende door her en der klusjes te doen. Haar reis begon in Amsterdam, waar ze van oude lappen kleding maakte en verkocht. Vervolgens plukte ze druiven in Frankrijk en sloot zich later aan bij een Japanse dansgroep, waardoor ze Tokyo bezocht. Voor deze groep deed ze ook verschillende klusjes waardoor ze een reis naar Afrika kon betalen en door de Sahara trok. Toen O'Connor het rondzwerven beu was ging ze terug naar Coventry, alwaar ze de kunstacademie bezocht.

### Breaking Glass
De doorbraak kwam voor O'Connor toen ze toevallig werd gevraagd om de rol van Kate te spelen in de film 'Breaking Glass'. Ze scheen daarvoor de perfecte uitstraling te hebben. De film kwam uit in 1980 en gaat over een jong meisje dat rockster wil worden, maar daardoor met de verkeerde mensen in aanraking komt. O'Connor won met haar vertolking een BAFTA Award voor 'Beste Nieuwkomer'. De film werd in Groot-Brittannië een kaskraker en trok grote bezoekersaantallen. Ook de gelijknamige soundtrack van de film, geheel door O'Connor zelf gemaakt, leverde haar enkele grote hits op. De nummers 'Will You?' en 'Eighth Day' kwamen in de Top-5.
Het album 'Breaking Glass' werd uiteindelijk dubbel platinum.

### Na Breaking Glass
De film en soundtrack waren zo succesvol dat O'Connor nu geld en artistieke vrijheid had om zelfstandig een album op te nemen. Ook dit album kwam in 1980 uit en heette 'Sons and Lovers'. Dit album leverde vier Top 40-hits op, waaronder 'D Days' en 'Smile'. Haar concerten werden goed bezocht en O'Connor werd geroemd om haar sterke podiumpersoonlijkheid.
Vanaf 1981 begon het tij voor haar te keren. Ze bracht nog wel een aantal albums uit, maar die konden het succes van de eerste twee albums niet evenaren.
Platenmaatschappij EMI besloot O'Connor te laten vallen en er volgde een jarenlange juridische strijd over contractbreuk en niet-uitbetaalde royalty's. Deze juridische strijd nam een groot deel van haar tijd in beslag en ze raakte teleurgesteld in de muziekindustrie. Ze besloot de muziek vaarwel te zeggen en zich te richten op een acteercarrière. Ze stond in verschillende theaters op de planken, veelal in Londen en Dublin.
Tot haar grote ongenoegen brachtt EMI toch verzamelalbums en live-opnamen van haar op de markt, waar uiteindelijk ook weer een juridische strijd op volgde.

### Terugkeer
In 1998 achtte O'Connor zich weer sterk genoeg om haar muziek weer op te pakken en kwam ze met haar eerste volwaardige studioalbum sinds 1984, "5 In The Morning". Dit album leverde een onverwachte hit op: het nummer 'Na na na' werd door Britse radiostations opgepikt en in dat jaar veelvuldig gedraaid.
In 2005 is haar laatste recente album uitgekomen, 'Hidden Heart'. Daarop staan ook een aantal duetten, onder meer met de Ierse folkzangeres Moya Brennan. In 2008 kwam er van haar album uit 1984, 'Smile', een re-issue uit.
O'Connor heeft tegenwoordig Groot-Brittannië vaarwel gezegd en woont deels in Ierland en deels in Frankrijk.

## Discografie

### Albums
| Album met eventuele hitnotering(en) in de Nederlandse Album Top 100 | Datum van verschijnen | Datum van binnenkomst | Hoogste positie | Aantal weken | Opmerkingen   |
| ------------------------------------------------------------------- | --------------------- | --------------------- | --------------- | ------------ | ------------- |
| Breaking glass                                                      | 1980                  | -                     |                 |              |               |
| Sons and lovers                                                     | 1980                  | -                     |                 |              |               |
| Cover plus                                                          | 1981                  | -                     |                 |              |               |
| Smile                                                               | 1984                  | -                     |                 |              |               |
| Greatest hits                                                       | 1984                  | -                     |                 |              | Verzamelalbum |
| Alive and kicking in L.A.                                           | 1990                  | -                     |                 |              |               |
| To be freed                                                         | 1993                  | -                     |                 |              |               |
| Over the moon...Live                                                | 1993                  | -                     |                 |              | Livealbum     |
| See the writing on the wall                                         | 1993                  | -                     |                 |              |               |
| Private wars                                                        | 1995                  | -                     |                 |              |               |
| Live in Berlin                                                      | 1997                  | -                     |                 |              | Livealbum     |
| 5 In the morning                                                    | 1998                  | -                     |                 |              |               |
| Beyond breaking glass                                               | 2000                  | -                     |                 |              |               |
| L.A. confidential - Live                                            | 2000                  | -                     |                 |              | Livealbum     |
| Acoustically yours                                                  | 2002                  | -                     |                 |              |               |
| Ignite                                                              | 2002                  | -                     |                 |              |               |
| A singular collection - The best of Hazel O'Connor                  | 2003                  | -                     |                 |              | Verzamelalbum |
| D-days                                                              | 2003                  | -                     |                 |              |               |
| Hidden heart                                                        | 2005                  | -                     |                 |              |               |
| Fighting back - Live in Brighton                                    | 2005                  | -                     |                 |              | Livealbum     |
| Smile 2008                                                          | 2008                  | -                     |                 |              |               |
| The Bluja project                                                   | 2010                  | -                     |                 |              |               |
| Breaking glass now                                                  | 2010                  | -                     |                 |              |               |
| I give you my sunshine                                              | 2011                  | -                     |                 |              |               |

### Singles
| Single met eventuele hitnotering(en) in de Nederlandse Top 40 | Datum van verschijnen | Datum van binnenkomst | Hoogste positie | Aantal weken | Opmerkingen |
| ------------------------------------------------------------- | --------------------- | --------------------- | --------------- | ------------ | ----------- |
| Will You?                                                     | 1981                  | 20-06-1981            | tip7            | -            |             |

### NPO Radio 2 Top 2000
| Nummer met noteringen in de NPO Radio 2 Top 2000 | '00  | '01  | '02-'08 | '09  | '10  | '11  | '12  | '13  |
| ------------------------------------------------ | ---- | ---- | ------- | ---- | ---- | ---- | ---- | ---- |
| Will You?                                        | 1126 | 1229 | -       | 1776 | 1850 | 1986 | 1842 | 1903 |

1. ↑  Een '-' betekent dat het nummer niet was genoteerd en een vetgedrukt getal geeft de hoogste notering aan.
2. ↑  2000 was het eerste jaar met een notering voor dit nummer.
3. ↑  Deze tabel is bijgewerkt tot en met de laatste editie (2024).